# جورج گوتلوب
جورج گوتلوب (انگلیسی: Georg Gottlob؛ زادهٔ ۳۰ ژوئن ۱۹۵۶) دانشمند در زمینه الگوریتم، هوش مصنوعی، سیستم اطلاعاتی، پایگاه داده، نظریه پایگاه داده، نظریه پیچیدگی محاسباتی، و  ( منطق در علوم کامپیوتر ) Logic in computer science اهل اتریش است.
وی همچنین برندهٔ جوایزی همچون همکار انجمن سلطنتی شده‌است.